# Antoine Compagnon

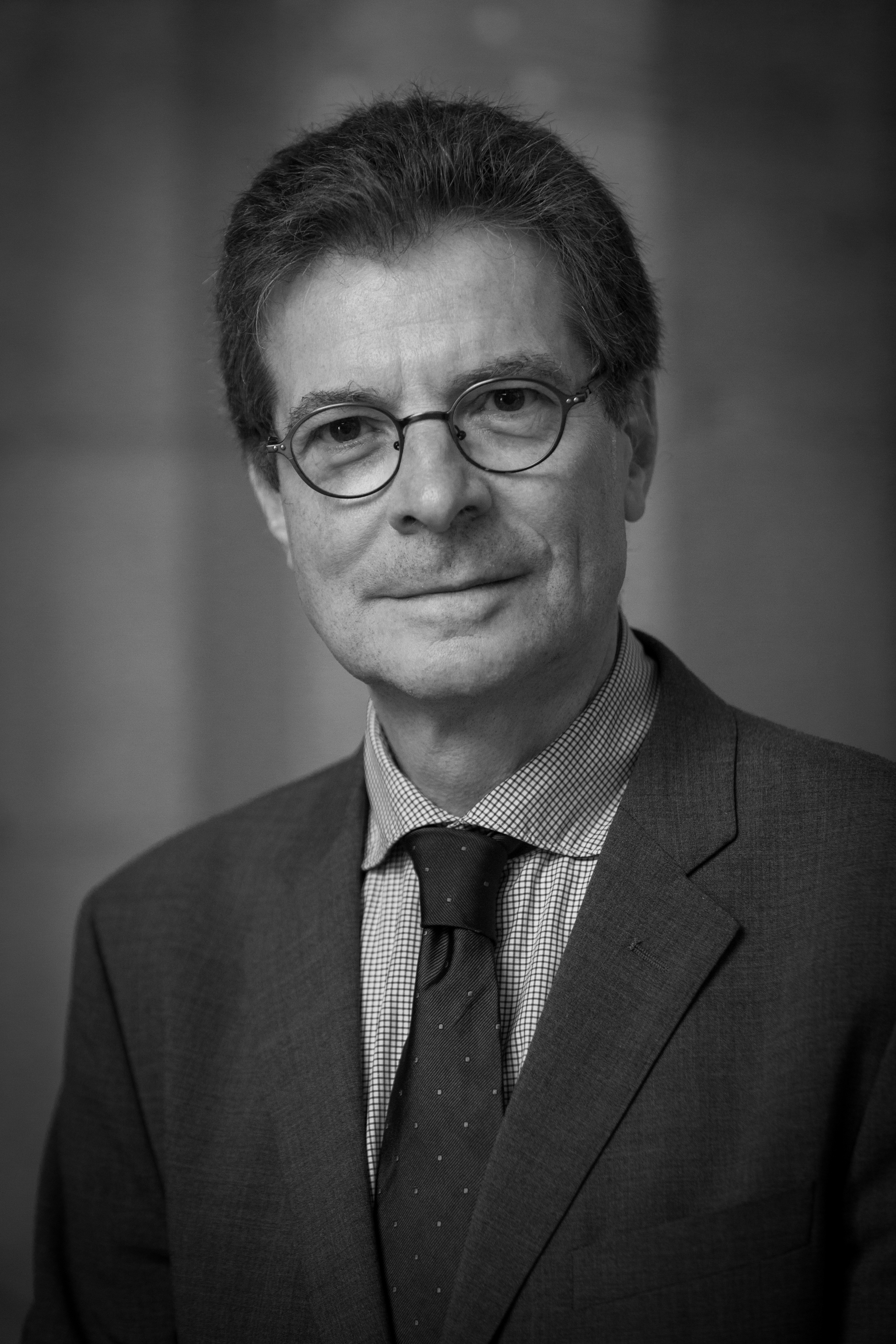
Antoine Compagnon (2015)

Antoine Marcel Compagnon (* 20. Juli 1950 in Brüssel, Belgien) ist ein französischer Literaturwissenschaftler und Hochschullehrer.

## Leben
Compagnon ist der Sohn eines französischen Generals und einer belgischen Mutter. Er besuchte die staatliche Militärschule Prytanée national militaire in La Flèche und anschließend die École polytechnique, die er 1970 als Ingenieur im Fach Straßen- und Brückenbau abschloss. Danach widmete er sich der Literaturwissenschaft dank eines Stipendiums der Fondation Thiers. Von 1975 bis 1978 forschte er in den Bereichen Linguistik und Französische Literatur am Centre national de la recherche scientifique (CNRS). Im Jahre 1977 promovierte er bei Julia Kristeva im Fach Französische Literatur (Docteur de troisième cycle) und 1985 bei dem Linguisten Jean-Claude Chevalier (Docteur d'État ès lettres).
Von 1978 bis 1985 lehrte Compagnon an der École polytechnique in der Abteilung Human- und Sozialwissenschaften. In diesen Jahren war er auch Gastdozent am Institut français in Großbritannien und wurde 1981 an der Universität Rouen Maître de conférences. 1985 wechselte er an die Columbia University in New York City. In den Jahren 1989 und 1990 war er Professor an der französischen Université du Maine und anschließend von 1994 bis 2006 an der Universität Paris IV (Sorbonne). Von 2006 bis 2020 war er Inhaber des Lehrstuhls für Moderne und zeitgenössische Literatur (Littérature française moderne et contemporaine: Histoire, critique, théorie) am Collège de France und ist dort seit seiner Emeritierung ein Professor ehrenhalber (professeur honoraire).
Zwischen 2006 und 2011 gehörte er dem Haut Conseil de l'éducation und von 2006 bis 2013 dem Haut Conseil de la science et de la technologie an. Beide Gremien berieten Regierung und Parlament in Bildungs-, Wissenschafts- und Forschungsfragen. 
2013 war Antoine Compagnon Kandidat für den Fauteuil 40 der Académie française. Er unterlag jedoch im zweiten Wahlgang Xavier Darcos. Am 17. Februar 2022 kandidierte er für den Fauteuil 35 und setzte sich mit 14 von 27 Stimmen gegen zwei Mitbewerber durch.

## Auszeichnungen und Ehrungen
- 1988: Guggenheim-Stipendium
- 1997: Fellow der American Academy of Arts and Sciences in Cambridge (Massachusetts)
- 2005: Prix Pierre-Georges Castex de littérature der Académie des sciences morales et politiques
- 2005: Prix de la critique der Académie française
- 2006: Ordentliches Mitglied der Academia Europaea, Cambridge, England[3]
- 2009: Corresponding Fellow der British Academy
- 2010: Ehrendoktorwürde (Dr. hc) des King’s College London
- 2010: Ehrendoktorwürde der École des hautes études commerciales de Paris, Paris
- 2011: Ehrendoktorwürde (Dr. hc) der Universität Lüttich, Belgien
- 2011: Prix Claude Lévi-Strauss der Pariser Académie des sciences morales et politiques
- 2018: Guizot-Preis der Académie française für Les chiffonniers de Paris
- 2022: Mitglied der Académie française

## Veröffentlichungen
- Le Deuil antérieur. Roman. Éditions du Seuil, Paris 1979.
- La seconde main ou le travail de la citation. Éditions du Seuil, Paris 1979.
- Nous, Michel de Montaigne. Éditions du Seuil, Paris 1980.
- La Troisième République des Lettres: De Flaubert à Proust. Éditions du Seuil, Paris 1983, ISBN 2-02-006583-5.
- Proust entre deux siècles. Éditions du Seuil, Paris 1989, Neuauflage 2013.
- Les Cinq Paradoxes de la modernité. Éditions du Seuil, Paris 1990.
- Chat en poche: Montaigne et l'allégorie, Éditions du Seuil, Paris 1993.
- Le Démon de la théorie. Éditions du Seuil, Paris 1998.
- Baudelaire devant l'innombrable. PUPS, 2003.
- Les Antimodernes, de Joseph de Maistre à Roland Barthes. Éditions Gallimard, Paris 2005.
- La Litterature, pour quoi faire? Collège de France/Fayard, Paris 2007.
- Le Cas Bernard Faÿ: Du Collège de France à l'indignité nationale. Èditions Gallimard, Paris 2009, ISBN 978-2-07-012619-4.
- Un été avec Montaigne. France Inter/Éditions des Équateurs, Paris 2013, ISBN 978-2-84990-244-8.
  - deutsch von Liz Künzli: Ein Sommer mit Montaigne. Ullstein Verlag, Berlin 2014, ISBN 978-3-550-08071-5.[4]
- L’Âge des lettres. Gallimard, Paris 2015.
- Petits Spleens numériques. Éditions des Équateurs, Paris 2015.
- Les chiffonniers de Paris. Gallimard (Bibliothèque illustrée des histoires), Paris 2017.
- Déshonorer le contrat. Roland Barthes et la commande. Gallimard (Bibliothèque des Idées), Paris 2025.